# Podlesie (powiat Lubaczowski)
Podlesie is een dorp in de Poolse woiwodschap Subkarpaten. De plaats maakt deel uit van de gemeente Lubaczów en telt 75 inwoners.